# 闭壳柯
闭壳柯（学名：Lithocarpus cryptocarpus）为壳斗科柯属下的一个种。

## 扩展阅读
- 維基物種上的相關：闭壳柯